# Guy Guillon
Guy Guillon [ɡi ɡiˈjɔ̃] (* 12. Juni 1936 in Saint-Yorre, Frankreich) ist ein französischer Fußballspieler.

## Biografie
Guillon war Flügelspieler und Mittelstürmer. Ab 1962 stand er beim US Valenciennes-Anzin unter Vertrag und wurde mit seinem Verein Vizemeister der Division 2 1961/62. Seine Karriere beendete er in der Division 1 bei der AC Ajaccio, für die er von 1967 bis 1968 spielte. Er war später als Sportlehrer am Lycée Notre-Dame in Valenciennes tätig.